# Things That Make You Go Hmmm...
A Things That Make You Go Hmmm... című dal az amerikai C+C Music Factory 3. kimásolt kislemeze a Gonna Make You Sweat című stúdióalbumról. A dal 1991. június 23-án jelent meg a Columbia kiadónál. A dalban Freedom Williams közreműködik, és ő is látható a videóklipben. A dalt a The Arsenio Hall Show nevű amerikai show-műsor inspirálta, ahol Arsenio miután különböző dolgokon elmélkedett, minden szava végén a "Hmmm" jelzőt használta.
A dal az Egyesült Államok Billboard Hot 100-as listáján a 4. helyig jutott, és 31. helyezést volt a Billboard R&B listáján. A dal eredeti samplereit James Brown I'm Shook és My Thang című dalából merítették, valamint az Incredible Bongo Band Apache című dalának részleteiből is hallani a dalban. A dal 1991 augusztus 12-én arany státuszt kapott, az 500.000 eladott példány után.

## Videóklip
A videóklipet Marcus Nispel rendezte, a videót a 90-es évek elején forgatták, ahol a táncosok rajzolt animáció előtt táncolnak, és színpadon is láthatóak. A videóklip animált rajzfilmes jelenetei viccesek voltak, és a korszerű 3D CGI animációt alkalmazták, de 2D vágások is voltak benne, így sokkal élethűbbnek hatott.

## Megjelenések egyéb helyszíneken
Az amerikai reklámozással a Coca-Cola indított el promóciót, és a csapatot több különböző rövid videófelvételekkel reklámozta. A dal egyik változatát a McDonald’s is reklámozta hirdetéseiben. 
Az ABC televíziós hálózat is reklámozta a dalt 1992-1993 között egy kampányuk alkalmával, ahol egy nő fehér háttér előtt áll. A dal hallható volt a Surviving Jack című amerikai televízió 6. epizódjában, valamint a brit Brainiac televíziós sorozatban is.

## Feldolgozások
- A brit Stooshe csapat 2013-ban feldolgozta a dalt, és megjelentette kislemezen, melynek B oldalán a Black Heart című daluk található. Az általuk feldolgozott változat 3. helyezést ért el az Egyesült Királyságban, és 4. helyezés volt Skóciában.
- A dal orosz változata a Мальчишник nevű csapat előadásában Танцы címmel jelent meg 1992-ben.[6]
- 1991-ben a 2 Statik nevű csapat Bless the Music című dalában használta fel a zenei alapokat,[7] valamint Emmanuel feat. Juan Luis Guerra No He Podido Verte (Dance Mix) című dalában is hallhatóak a csapat samplerei.
- 2012-ben a Stooshe nevű csapat is feldolgozta dalt.

## Felhasznált zenei alapok
A dalhoz az alábbi zenei alapokat használták fel: 
- James Brown – I'm Shoock (1969)
- Incredible Bongo Band – Apache (1973)
- The Magic Disco Machine – Scratchin' (1975)
- Parliament – Flash Light (1977)
- The Arsenio Hall Show – Things That Make You Say Hmmm... (1989)[8]

## Megjelenések
12"  Spanyolország CBS/Sony – COL 656690 6
- A Things That Make You Go Hmmm... (C & C Classic House Mix) 7:05 Vocals – Deborah Cooper
- B1 Things That Make You Go Hmmm... (C & C Deep House Mix) 5:13 Vocals – Deborah Cooper
- B2 Things That Make You Go Hmmm... (Alt. Radio Mix #2) 4:49 Vocals – Deborah Cooper

7"  Európa Columbia – 656690 7
- A Things That Make You Go Hmmm... (7" Remix) 4:10 Remix – Robert Clivilles And David Cole
- B Things That Make You Go Hmmm... (LP Version) 5:22

## Slágerlisták és eladások

### Heti összesítések
| Slágerlista (1991)                               | Legjobb helyezések |
| ------------------------------------------------ | ------------------ |
| Ausztrália (ARIA)                                | 6                  |
| Kanada Canada Top Singles (RPM)                  | 14                 |
| Kanada Canada Dance (RPM)                        | 1                  |
| Finnország (Suomen virallinen lista)             | 10                 |
| Németország (Media Control Charts)               | 27                 |
| Írország (IRMA)                                  | 9                  |
| Hollandia (Dutch Top 40)                         | 19                 |
| Új-Zéland (RIANZ)                                | 2                  |
| Svédország (Sverigetopplistan)                   | 14                 |
| Svájc (Schweizer Hitparade)                      | 15                 |
| Egyesült Királyság (The Official Charts Company) | 4                  |
| US Billboard Hot 100                             | 4                  |
| US Billboard Hot R&B Singles                     | 31                 |
| US Billboard Hot Dance/Club Play                 | 1                  |

### Év végi összesítések
| Slágerlista (1991)            | Helyezések |
| ----------------------------- | ---------- |
| Új-Zéland (Recorded Music NZ) | 12         |
| US Billboard Hot 100          | 51         |

### Minősítések
| Ország                           | Minősítés | Eladások |
| -------------------------------- | --------- | -------- |
| Amerikai Egyesült Államok (RIAA) | Arany     | 500.000  |